# Бодорна
Бодорна (груз. ბოდორნა) — село в Грузии, в муниципалитете Душети края Мцхета-Мтианети. 

## География
Село расположено в центральной части края, в 8 километрах по прямой к юго-востоку от центра муниципалитета Душети. Высота центра — 880 метров над уровнем моря.

## Население
По данным переписи населения 2014 года в селе проживало 140 человек.
| Год  | Население | Мужчины | Женщины |
| ---- | --------- | ------- | ------- |
| 2002 | 135       | 66      | 69      |
| 2014 | 140       | 64      | 76      |